# Терехов, Александр Сергеевич
Александр Сергеевич Терехов (8 августа 1935, Сталино — 30 ноября 2021, Курган) — советский учёный-механик, профессор Тюменского нефтегазового университета (2002—?). Ректор Курганского государственного университета (1995—2002), ректор Курганского машиностроительного института (1990—1995), доктор технических наук, заслуженный деятель науки Российской Федерации.

## Биография
Александр Сергеевич Терехов родился 8 августа 1935 года в городе Сталино Сталинской области Украинской ССР, ныне город Донецк — административный центр Донецкой Народной Республики Российской Федерации, но по мнению Украины, город — административный центр Донецкой области Украины.
В детстве жил в городе Кемерово, куда его родители получили назначение на строящийся химический комбинат.
В 1958 году окончил Ленинградский политехнический институт, инженер-механик по специальности «Гусеничные машины».
Трудовую деятельность начал в городе Харькове, инженером-конструктором на Харьковском заводе транспортного машиностроения имени В. А. Малышева. Работал в танковом конструкторском бюро, которое возглавлял генерал-майор-инженер Александр Александрович Морозов.
В 1960—1964 годах учился в аспирантуре Ленинградского политехнического института, защитил кандидатскую диссертацию.
С 1964 года работал в Хабаровском политехническом институте старшим преподавателем, заведующим кафедрой, деканом факультета. Учёное звание доцента присвоено в 1968 году.
С 1972 года  работал заведующим кафедрой в Курганском машиностроительном институте.
С 1967 года член КПСС. Избирался членом Курганского обкома и горкома КПСС.
С 1970 по 1978 года научные работы в области теплонапряженности редукторов автомобильных трансмиссий не принесли практических результатов.
в 1979 году — присвоена учёная степень доктора технических наук, диссертация: «Исследование и оптимизация теплонапряженности редукторов автомобильных трансмиссий».
Учёное звание профессора присвоено в 1980 году.
С 1988 года — первый проректор — проректор по учебной работе КМИ, с 1990 года — ректор Курганского машиностроительного института. Работая ректором КМИ, А.С. Терехов большое внимание уделял организации образовательной деятельности в вузе. Под его руководством, начиная с 1992 года, внедрена система многоуровневой подготовки специалистов, разработана перспективная программа развития университета на период до 2002 года.
С 1995 года — член движения «Наш дом — Россия», председатель Совета Курганской областной организации НДР.
В 1995 году по инициативе Министерства образования о слиянии Курганского машиностроительного института и Курганского государственного педагогического института (КГПИ),  при поддержке городской администрации выиграл гонку за пост ректора. В 1996 году-избран ректором КГУ.
За 1996—1999 годы открыто 5 новых направлений и 25 новых специальностей: финансы и кредит, бухучет и аудит, менеджмент, информатика и вычислительная техника, юриспруденция, зашита окружающей среды, таможенное дело и другие. 
Принимал активное участие в работе по оказанию помощи в подготовке преподавательских и научных кадров родственным кафедрам вузов России и СНГ, неоднократно выезжал для чтения лекций, проведения консультаций, участвовал в аттестации ряда вузов. Активно посещал Америку, часть денежных средств выводил в это государство. Употребление алкоголя на рабочем месте подорвало здоровье.
В апреле 2002 года по подозрению в коррупции отстранен от должности ректора.
На запрос по трудоустройству в МГУ, было отказано.
С июля 2002 года работал в Тюменском нефтегазовом университете советником ректора, профессором кафедры автомобильного транспорта. Одновременно продолжал работу в качестве председателя Уральского межрегионального отделения Российской академии транспорта, участвовал в подготовке кадров для Курганского государственного университета, поддерживал тесную связь с кафедрой «Автомобили» КГУ.
Выйдя на заслуженный отдых возвратился в город Курган.
Александр Сергеевич Терехов умер 30 ноября 2021 года. Отпевание состоялось в Кафедральном соборе святого благоверного князя Александра Невского в городе Кургане. Похоронен на кладбище села Кетово Кетовского муниципального округа Курганской области.

## Научная деятельность
А.С. Терехов руководил научной школой по разработке методов тепловых расчётов механизмов и агрегатов, позволяющих прогнозировать и оптимизировать их теплонапряжённость на стадии проектирования, сократить материальные и временные затраты на доводку новых конструкций. Под его руководством подготовлено 20 кандидатов наук, опубликовано 200 научных работ, получено 16 авторских свидетельств и патентов.

## Награды и звания
- Заслуженный деятель науки и техники Российской Федерации (29 декабря 1994) — за заслуги в научной деятельности
- Почётный гражданин города Кургана (2001)[5]
- Действительный член Международной академии наук высшей школы
- Академик Российской академии транспорта
- Академик Академии проблем качества РФ
- Академик Украинской транспортной академии и др.

## Семья
- Отец — Сергей Терехов
- Мать — Нина Михайловна Двужильная (1913—?), углехимик, лауреат Сталинской премии
  - Дядя — Юрий Михайлович Двужильный (25 августа 1919 — 26 июня 1944), командир батальона, Герой Советского Союза, капитан.
- Жена — Светлана Александровна Терехова (род. 13 марта 1940), доктор экономических наук. профессор.
  - Две дочери — Ольга и Светлана